# Red Lions FC (Malawi)
Der Red Lions Football Club ist ein 2010 gegründeter malawischer Fußballverein aus Zomba. Aktuell (Stand Dezember 2024) spielt der Verein in der zweiten Liga, der Regional League Malawi.

## Erfolge
- Regional League Malawi: 2019 (Southern Region)  ▲

## Stadion
Der Verein trägt seine Heimspiele im Balaka Stadium in Balaka aus. Das Stadion hat ein Fassungsvermögen von 5000 Personen.